# Janne Hietanen
Janne Hietanen (* 2. Juni 1978 in Oulu) ist ein ehemaliger finnischer Fußballspieler.

## Laufbahn
Hietanen begann in der Jugend bei OTP Oulu und kam im Jahre 1996 auch zu ersten Einsätzen in der Herrenmannschaft. Über den FC Jazz Pori (1997) und den schwedischen Klub IFK Norrköping (1998 bis 1999) kam er 1999 zum Vaasan PS. Für den Verein spielte er in der höchsten finnischen Spielklasse, der Veikkausliiga.
Im Januar 2002 wechselte der Defensivspieler für eine kolportierte Summe von € 130.000 in die Türkei zu Denizlispor, wo er anderthalb Jahre aktiv war. Hier spielte er im UEFA-Pokal. 2003 zog es ihn nach Spanien zum Zweitligisten UD Las Palmas, mit denen er jedoch nur den 20. Platz in der Segunda División belegte und damit in die Segunda División B abstieg. Im Januar 2005 wechselte er in die norwegische Tippeligaen zu Tromsø IL, ehe er im Sommer nach Spanien zurückkehrte und bei Córdoba CF unterschrieb. Mit dem Verein wurde er Tabellensechster der Segunda División B. 2007 und 2008 spielte Hietanen wieder in der Veikkausliiga.
Diesmal für den AC Oulu aus seiner Geburtsstadt. Hietanen bestritt 25 Spiele und konnte dabei fünf Tore erzielen. 2008 wechselte er erneut seinen Verein und ging zum französischen Klub ES Troyes AC, für den er sechsmal in der Ligue 2 (zweite französische Liga) auflief. Zur Saison 2008/09 ging Hietanen zum belgischen Klub KSV Roeselare, den er im Jahr 2010 wieder verließ. Seit dem Jahr 2010 spielte er wieder für seinen Heimatklub AC Oulu. Nach der Saison 2015 beendete er seine aktive Karriere.
Hietanen bestritt zudem von 2000 bis 2005 16 Länderspiele für Finnland und war davor bereits mehrfacher finnischer Juniorennationalspieler.